# Midsjöbodtjärnen
Midsjöbodtjärnen är en sjö i Vansbro kommun i Dalarna och ingår i Dalälvens huvudavrinningsområde. Sjön har en area på 0,187 kvadratkilometer och ligger 233,1 meter över havet.

## Delavrinningsområde
Midsjöbodtjärnen ingår i det delavrinningsområde (669754-143160) som SMHI kallar för Inloppet i Noren. Medelhöjden är 270 meter över havet och ytan är 13,45 kvadratkilometer. Det finns inga avrinningsområden uppströms utan avrinningsområdet är högsta punkten. Vattendraget som avvattnar avrinningsområdet har biflödesordning 4, vilket innebär att vattnet flödar genom totalt 4 vattendrag innan det når havet efter 290 kilometer. Avrinningsområdet består mestadels av skog (70 procent) och sankmarker (25 procent). Avrinningsområdet har 0,17 kvadratkilometer vattenytor vilket ger det en sjöprocent på 1,3 procent.